# Jekaterinburg
Jekaterinburg [jekaterínburg] (rusko Екатеринбу́рг) je mesto v Rusiji, upravno središče Uralskega zveznega okrožja in Sverdlovske oblasti. Po številu prebivalcev je četrto največje rusko mesto in je veliko transportno in logistično križišče ob transsibirski železnici, ter industrijsko in kulturno središče Urala. Leži 1667 km vzhodno od Moskve v osrednjem delu Evrazije. Po oceni iz leta 2009 ima 1.401.729, velemestno področje pa nad 2 milijona prebivalcev.
Po mestu je bila poimenovana strateška jedrska podmornica Ruske vojne mornarice Jekaterinburg.

## Zgodovina
Med letoma 1924 in 1991 je bilo mesto poimenovano Sverdlovsk (Свердло́вск).